# مارثا فلمنج
مارثا فلمنج هي فنانة كندية، ولدت في 1958.